# Grote Leer
De Grote Leer (Daxue) is een Chinees geschrift dat deel uitmaakt van de Vier Boeken van het Confucianisme. Het werk legt een verband tussen enerzijds vergroting van de persoonlijke wijsheid en rechtschapenheid van de heerser en anderzijds een algehele vrede tussen de staten. Het werk wordt in de Nederlandse vertaling van de I Ching door Richard Wilhelm Hogere Cultuur genoemd.

## Ontstaan

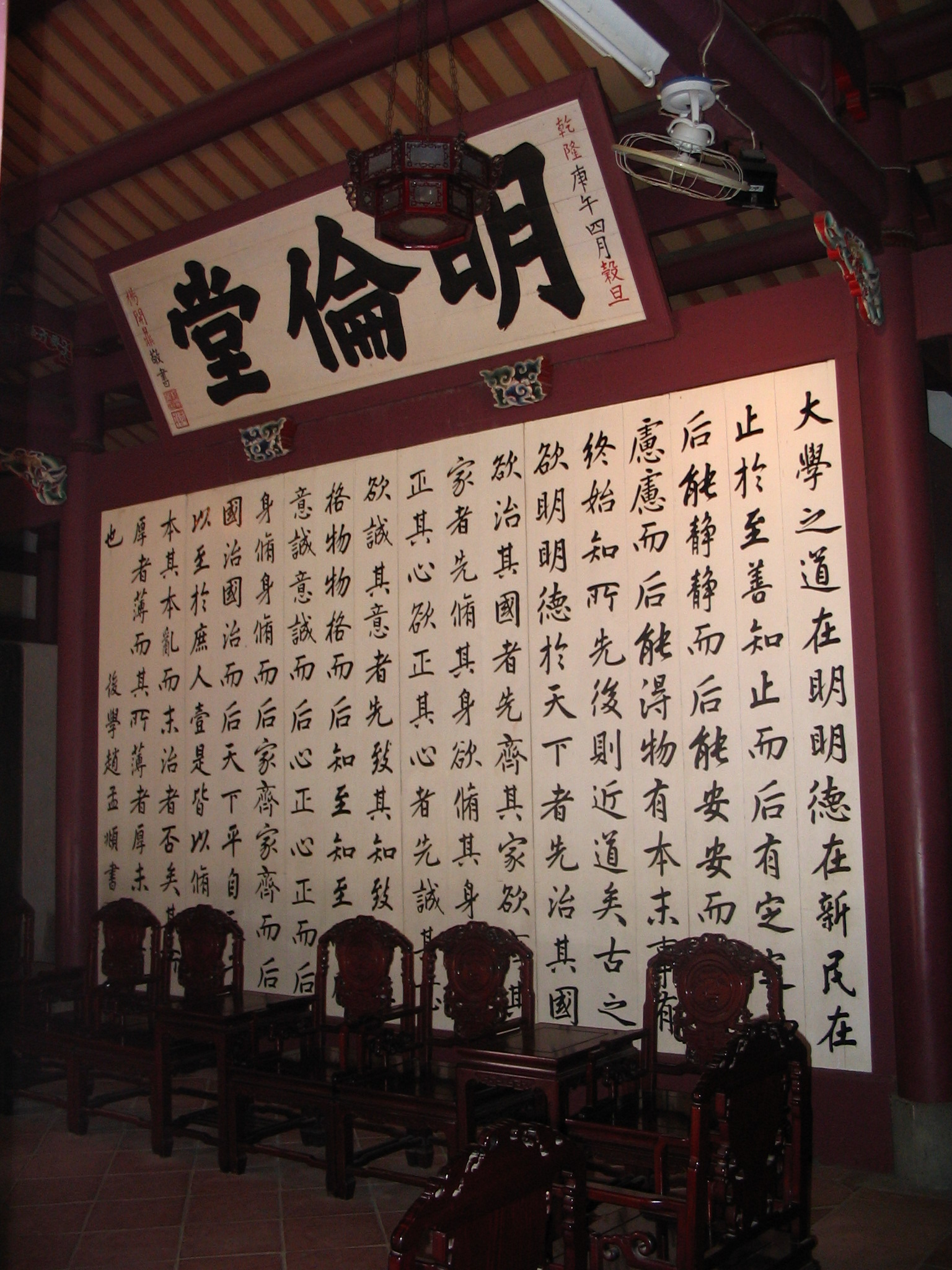
Gekalligrafeerde tekst van de Grote Leer in de Confucianistische tempel van Tainan, Taiwan

Volgens de traditie is de (korte) hoofdtekst van Daxue geschreven door Confucius zelf en heeft Zengzi (曾子, ook wel  Zengcan 曾參), een leerling van Confucius daar een commentaar van tien hoofdstukken aan toegevoegd. Het geschrift vormde oorspronkelijk een hoofdstuk van de Liji, maar circuleerde ook als zelfstandig werk. Gedurende de Song-tijd trad binnen het Confucianisme de beweging van de Studie van de Weg (daoxue, 道學) op de voorgrond. Deze stroming wordt ook wel Studie van het Universele Principe (lixue 理學) genoemd, maar staat in het westen beter bekend onder de naam neo-Confucianisme. Men baseerde zich niet meer primair op de Vijf Klassieken, maar allereerst op vier vroeg-Confucianistische geschriften. Dat waren behalve de Grote Leer, de Gesprekken van Confucius, de Mencius en de Doctrine van het Midden. Zij zijn in 1190 door Zhu Xi samengevoegd tot de Vier Boeken als inleiding op het Confucianisme en de studie van de Vijf Klassieken. De vier geschriften waren tussen 1313 tot 1905 verplichte leerstof voor iedereen die van plan was deel te nemen aan de ambtenarenexamens.

## Inhoud
De Grote Leer legt een verband tussen individuele deugd in morele zin en de politieke orde in de vorm van 'wereldvrede' (天下平, tianxia ping). Eerst moet men echter komen tot een cultivering van 'het zelf' door het 'onderzoek der dingen':
(1.4) Degenen die in de oudheid de stralende deugd wilden manifesteren in de wereld brachten eerst de regering van hun land in orde. (古之欲明明德於天下者先治其國).
Degenen die de regering van hun land in orde wilden brengen reguleerden eerst hun eigen familie. (欲治其國者先齊其家).
Degenen die hun eigen familie wilden reguleren cultiveerden eerst zichzelf. (欲齊其家者先修其身).
Degenen die zichzelf wilden cultiveren corrigeerden eerst hun hart. (欲修其身者先正其心).
Degenen die hun hart wilden corrigeren rechtten eerst hun wil. (欲正其心者先誠其意).
Degenen die hun wil wilden rechten vervolmaakten eerst hun kennis. (欲誠其意者先致其知).
De volmaking van wijsheid is gelegen in het onderzoek der dingen. (致知在格物).
(Vertaling: Karel van der Leeuw, Het Chinese denken, p. 124).

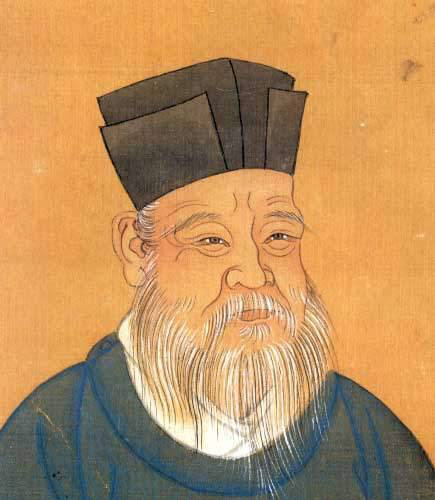
Zhu Xi (1130-1200) legde nadruk op zorgvuldige bestudering van de Klassieken

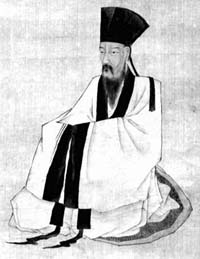
Wang Yangming (1472-1529) legde de nadruk op intuïtief verkregen kennis

Vanuit het 'onderzoek der dingen', het cultiveren van het zelf, komt men via de volgende stappen tot de 'wereldvrede', de ideale maatschappelijke orde:
(1.5) Nadat de dingen zijn onderzocht, wordt de kennis vervolmaakt. (物格而後知至).
Nadat de kennis vervolmaakt is, wordt de wil recht. (知至而後意誠).
Nadat de wil recht is, wordt het hart correct. (意誠而後心正).
Nadat het hart correct is, wordt het zelf gecultiveerd. (心正而後身修).
Nadat het zelf gecultiveerd is, wordt de familie gereguleerd. (身修而後家齊).
Nadat de familie gereguleerd is, wordt de regering van het land in orde gebracht. (家齊而後國治).
Nadat de regering van het land in orde zal zijn gebracht, zal de wereld in vrede zijn. (國治而後天下平).
(Vertaling: Karel van der Leeuw, Het Chinese denken, p. 124).
Centraal bij de 'Grote Leer' staat het onderzoek der dingen (格物, 'gewu'), het opdoen van kennis. Uit de formulering in de 'Grote Leer' werd niet duidelijk om wat voor een soort kennis het daarbij ging. Dat vraagstuk leidde later binnen het neoconfucianisme tot een twistpunt tussen 'rationalisten' en 'idealisten'. Volgens Cheng Yi (程頤, 1033-1107) werd met 'onderzoek der dingen' bedoeld het onderzoek naar de normatieve principes die aan alles ten grondslag liggen. Ook volgens Zhu Xi (1130-1200) ging het om kennis van de principes (patronen) der dingen, maar omdat uiteindelijk slechts één principe (理, li, het Universele Principe) zich in alles manifesteerde, kon men door het onderzoek der dingen geleidelijk het totaal van dat principe ontdekken. Volgens Zhu Xi werd dit bereikt door een zorgvuldige bestudering van de Confucianistische Klassieken, waarin het juiste inzicht al aanwezig zou zijn. In zijn voorwoord stelde Zhu Xi dat iedereen zijn deugdzaamheid (徳, de) kon ontwikkelen door het cultiveren van zijn goedaardigheid (仁, ren), rechtschapenheid (義, yi), hoffelijkheid (禮, li, riten) en rechtvaardigheid, (儀, yi, het niet handelen uit eigenbelang). Echter, niet iedereen ontving deugdzaamheid in dezelfde mate. De Hemel zou toezien dat diegene met de meest deugd heerser zou worden, net zoals was gebeurd bij Fuxi, Shennong, Huangdi, Yao en Shun, heersers tijdens de periode van de Drie Verhevenen en de Vijf Oerkeizers.  
Volgens de wijsgeer Wang Yangming (王陽明, 1472-1529) leidde het onderzoek der dingen zoals Zhu Xi dat voorstond tot een langdurige boekenstudie. Dit beschouwde Wang als een omweg. Hij benadrukte een rechtstreeks onderzoek van de eigen geest, met als doel het niet correcte uit de eigen geest te verdrijven. Maatstaf daarbij vormde het intuïtieve inzicht (良知, 'liang zhi'), het inzicht dat men spontaan had in een bepaalde situatie zonder er verder over na te denken. Volgens Wang was de zelfvervolmaking een proces waarbij datgene wat in aanleg reeds aanwezig was tot het uiterste diende te worden ontwikkeld. Voor deze interpretatie van gewu baseerde Wang zich op Mencius en diens stelling van de goedheid van de menselijke natuur. Ook bij Mencius ging het daarbij om de ontwikkelingsmogelijkheden van de mens op basis van spontane neigingen en de bewuste aandacht die vervolgens aan die neigingen werd gegeven.

## Vorm
De vorm van redeneren in de 'Grote Leer' werd door de Amerikaanse sinoloog Derk Bodde (1909-2003) kettingargumentatie genoemd, een opeenvolging van conditionele zinnen met steeds dezelfde grammaticale structuur. De volgende zin neemt als antecedens (datgene wat voorafgaat) steeds het consequens (datgene wat volgt) van de voorafgaande zin over. Meestal werden beide zinsdelen bij deze vorm van redeneren verbonden met het voegwoord 'dan' (則, ze, 则), maar in de 'Grote Leer' werd het voegwoord 'nadat' (後, hou, 后) gebruikt.

## Vertalingen
- Welz, E.J., De grote leer = Ta hio, vertaald en toegelicht door E.J. Welz, Bussum (Kroonder) 1948.
- Legge, James, 'Confucian Analects, The Great Learning, and the Doctrine of the Mean' in: The Chinese Classics with a Translation, Critical and Exegetical Notes, Prolegomena, and Copious Indexes, deel 1, London (Trübner & Co), 1861.

Herziene tweede druk Oxford (Clarendon Press) 1893.
Herdruk van deze tweede druk: New York (Dover Publications) 1971, ISBN 0-486-22746-4.